# 1165

## Догађаји
- Пролеће – Византијски цар Манојло I Комнин склапа савез са Венецијом против цара Светог римског царства Фридриха Барбаросе, који полаже заклетву на Вирцбуршком сабору да ће подржати антипапу Пасхала III против папе Александра III.
- Андроник I Комнин, рођак Манојла I, бежи из затвора у Цариграду. Након што је прошао кроз многе опасности, стиже до Кијева и тражи уточиште на двору кнеза Јарослава Осмомисла.
- 15. октобар – Битка код Фахс ел-Џулаба: Алмохадске снаге побеђују Ибн Марданиша, владара Таифе Мурсије. Његова војска је разбијена на месту званом „трговачко поље“ близу Алхаме, у долини Гвадалентина.
- Реконкиста – Џералд Неустрашиви, португалски ратник и авантуриста, изненада осваја град Евору. Исте године (или убрзо након тога), осваја Касерес, Трухиљо, Монтанчез, Моуру, Монсараз и Алкончел од Алмохада.
- Бенџамин од Туделе, шпански јеврејски путник, креће на путовање са североисточног Иберијског полуострва (данашња Шпанија), на ходочашће у земљу Израела и даље.
- Ото II, маркгроф од Мајсена, додељује Лајпцигу градске и трговачке привилегије. Град се налази на раскрсници трговачких путева Виа Региа и Виа Импери.
- 9. децембар – Краљ Малколм IV од Шкотске умире у Џедбургу након 12-годишње владавине, а наследио га је његов брат Вилијам Лав као владар Шкотске (до 1214).
- Елеонора од Аквитаније, краљица супруга Енглеске, проводи већи део године у Анжуу. Њен муж, Хенри II, започиње аферу са Розамунд Клифорд.
- 3. август – Јапански цар Ниџо абдицира са престола, умирући убрзо након 7-годишње владавине. Наслеђује га једногодишњи син Рокуџо као 79. цар Јапана.
- У Кини, династије Ђин („Велики Ђин“) и династија Сунг склапају трајни мир (до 1205).

## Рођења
- 21. август —Филип II Август, француски краљ (†1223)